# Белосавци
Белосавци су насеље у Србији у општини Топола у Шумадијском округу. Према попису из 2022. има 843 становника (према попису из 2011. било је 1017 становника).

## Историја
У месту је 1804. године вожд Карађорђе подигао зидану чесму. Налазила се на путу Младеновац-Топола, и била намењена путницима. Поново је обновљена "Карађорђева чесма" 1869. године, јер је до тада пропала. По трећи пут је оспособљена 1830. године и на њој је постављена спомен-плоча.

## Демографија
У насељу Белосавци живи 984 пунолетна становника, а просечна старост становништва износи 43,5 година (42,3 код мушкараца и 44,6 код жена). У насељу има 325 домаћинстава, а просечан број чланова по домаћинству је 3,64.
Ово насеље је великим делом насељено Србима (према попису из 2002. године), а у последња три пописа, примећен је пад у броју становника.
|  |

| Демографија | Демографија | Демографија |
| Година      | Становника  | Становника  |
| ----------- | ----------- | ----------- |
| 1948.       | 1.397       |             |
| 1953.       | 1.445       |             |
| 1961.       | 1.461       |             |
| 1971.       | 1.419       |             |
| 1981.       | 1.353       |             |
| 1991.       | 1.269       | 1.222       |
| 2002.       | 1.182       | 1.203       |
| 2011.       | 1.017       |             |
| 2022.       | 843         |             |

| Етнички састав према попису из 2002.‍ | Етнички састав према попису из 2002.‍ | Етнички састав према попису из 2002.‍ | Етнички састав према попису из 2002.‍ | Етнички састав према попису из 2002.‍ |
| ------------------------------------ | ------------------------------------ | ------------------------------------ | ------------------------------------ | ------------------------------------ |
|                                      |                                      |                                      |                                      |                                      |
| Срби                                 | Срби                                 |                                      | 1.166                                | 98,64%                               |
| Хрвати                               | Хрвати                               |                                      | 2                                    | 0,16%                                |
| Мађари                               | Мађари                               |                                      | 2                                    | 0,16%                                |
| Југословени                          | Југословени                          |                                      | 2                                    | 0,16%                                |
| Црногорци                            | Црногорци                            |                                      | 1                                    | 0,08%                                |
| Муслимани                            | Муслимани                            |                                      | 1                                    | 0,08%                                |
| непознато                            | непознато                            |                                      | 6                                    | 0,50%                                |

| Година пописа     | 1948. | 1953. | 1961. | 1971. | 1981. | 1991. | 2002. |
| ----------------- | ----- | ----- | ----- | ----- | ----- | ----- | ----- |
| Број домаћинстава | 279   | 296   | 336   | 348   | 331   | 309   | 325   |

| Број чланова      | 1  | 2  | 3  | 4  | 5  | 6  | 7  | 8 | 9 | 10 и више | Просек |
| ----------------- | -- | -- | -- | -- | -- | -- | -- | - | - | --------- | ------ |
| Број домаћинстава | 54 | 58 | 46 | 54 | 56 | 33 | 15 | 7 | 1 | 1         | 3,64   |

| Пол    | Укупно | Неожењен/Неудата | Ожењен/Удата | Удовац/Удовица | Разведен/Разведена | Непознато |
| ------ | ------ | ---------------- | ------------ | -------------- | ------------------ | --------- |
| Мушки  | 500    | 146              | 305          | 34             | 11                 | 4         |
| Женски | 528    | 89               | 306          | 109            | 17                 | 7         |
| УКУПНО | 1.028  | 235              | 611          | 143            | 28                 | 11        |

| Пол    | Укупно                    | Пољопривреда, лов и шумарство | Рибарство                            | Вађење руде и камена | Прерађивачка индустрија       |
| ------ | ------------------------- | ----------------------------- | ------------------------------------ | -------------------- | ----------------------------- |
| Мушки  | 265                       | 159                           | 0                                    | 0                    | 31                            |
| Женски | 139                       | 80                            | 0                                    | 1                    | 16                            |
| УКУПНО | 404                       | 239                           | 0                                    | 1                    | 47                            |
| Пол    | Производња и снабдевање   | Грађевинарство                | Трговина                             | Хотели и ресторани   | Саобраћај, складиштење и везе |
| Мушки  | 3                         | 7                             | 21                                   | 1                    | 13                            |
| Женски | 0                         | 1                             | 11                                   | 4                    | 1                             |
| УКУПНО | 3                         | 8                             | 32                                   | 5                    | 14                            |
| Пол    | Финансијско посредовање   | Некретнине                    | Државна управа и одбрана             | Образовање           | Здравствени и социјални рад   |
| Мушки  | 0                         | 0                             | 9                                    | 5                    | 0                             |
| Женски | 1                         | 1                             | 1                                    | 7                    | 4                             |
| УКУПНО | 1                         | 1                             | 10                                   | 12                   | 4                             |
| Пол    | Остале услужне активности | Приватна домаћинства          | Екстериторијалне организације и тела | Непознато            | Непознато                     |
| Мушки  | 1                         | 0                             | 0                                    | 15                   | 15                            |
| Женски | 2                         | 0                             | 0                                    | 9                    | 9                             |
| УКУПНО | 3                         | 0                             | 0                                    | 24                   | 24                            |

## Познате личности
- Томислав Марковић, публициста и новинар